# 芭蕉布

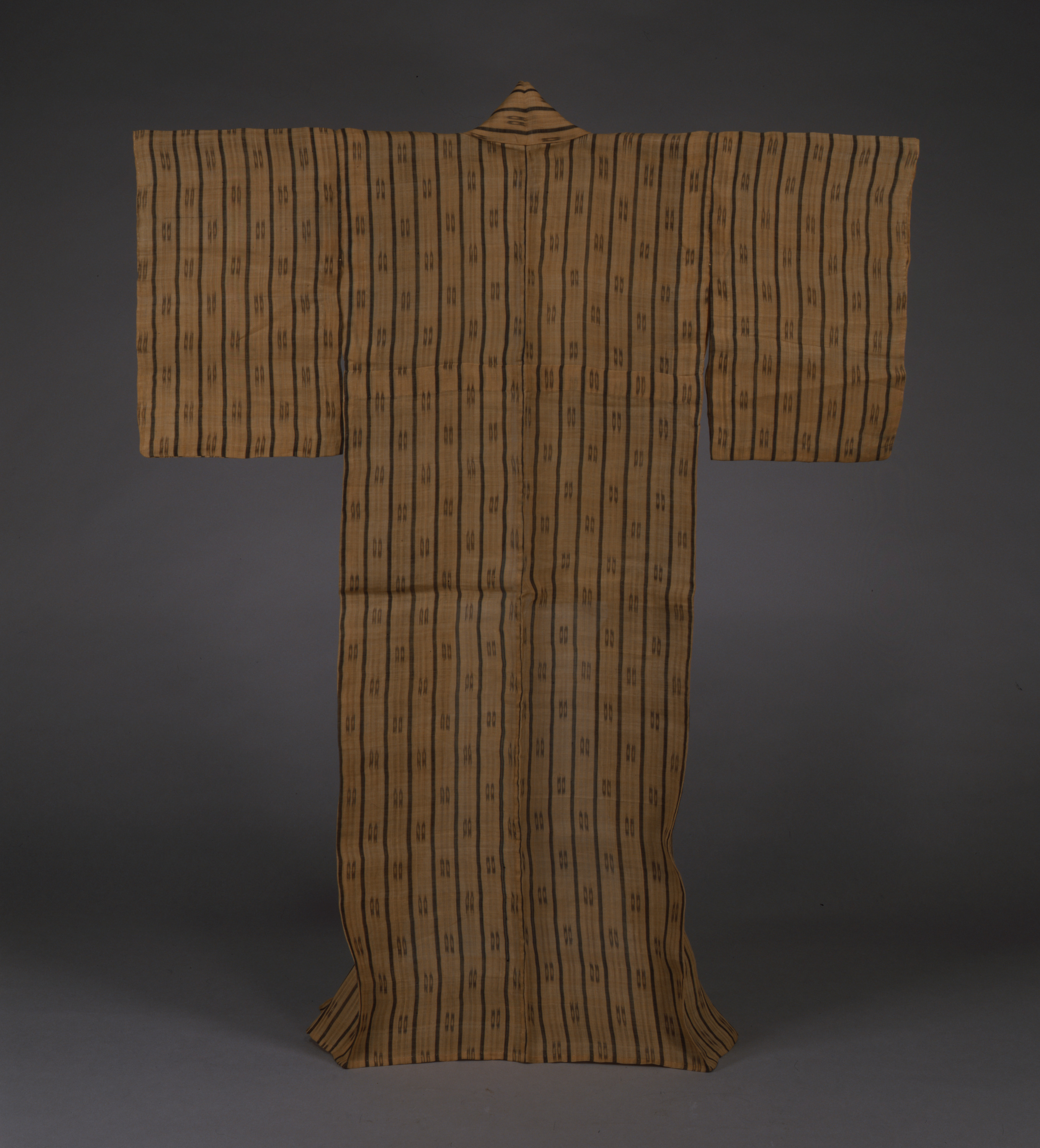
第二尚氏時代の縦縞四つ目模様の芭蕉布着物（東京国立博物館所蔵）

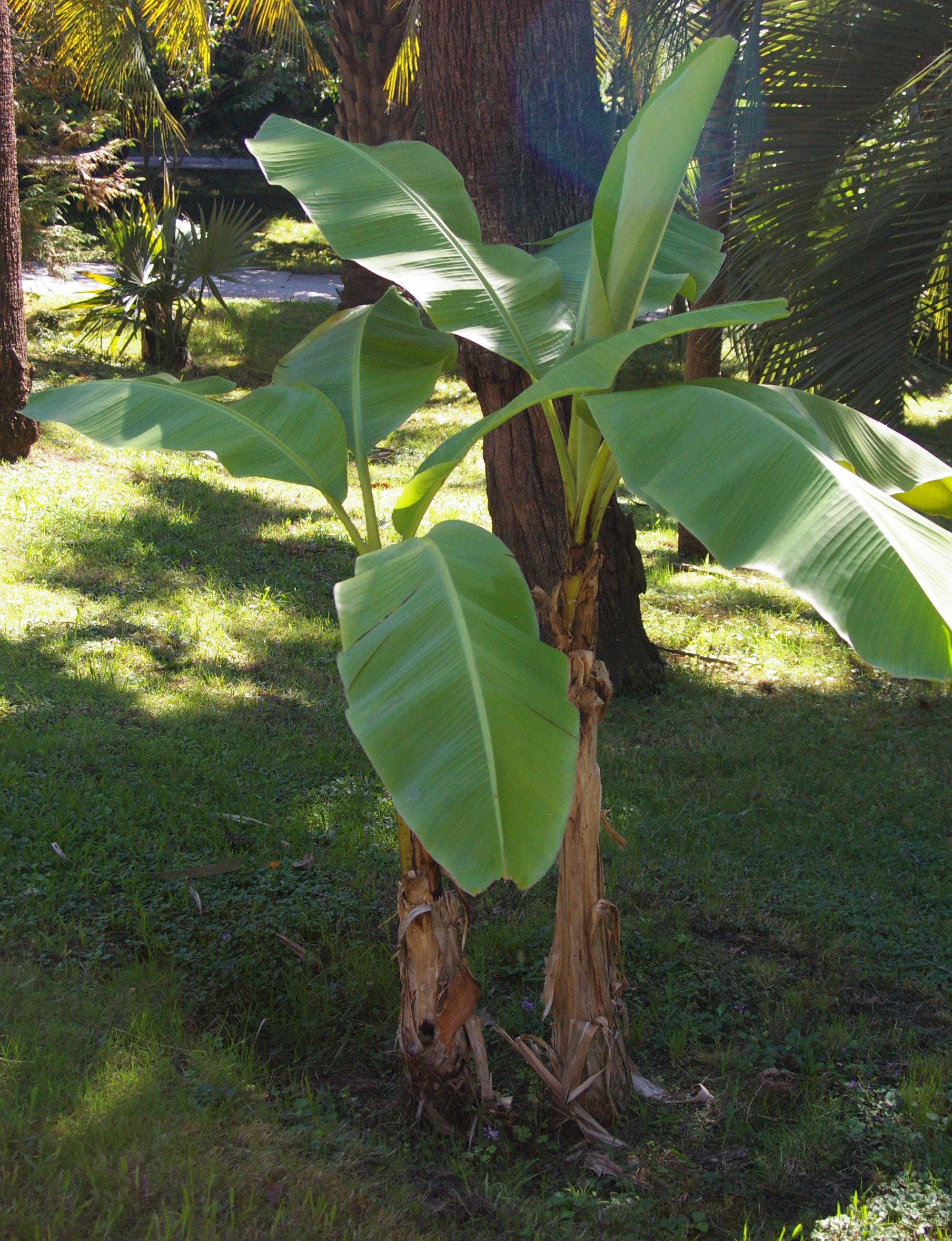
イトバショウ

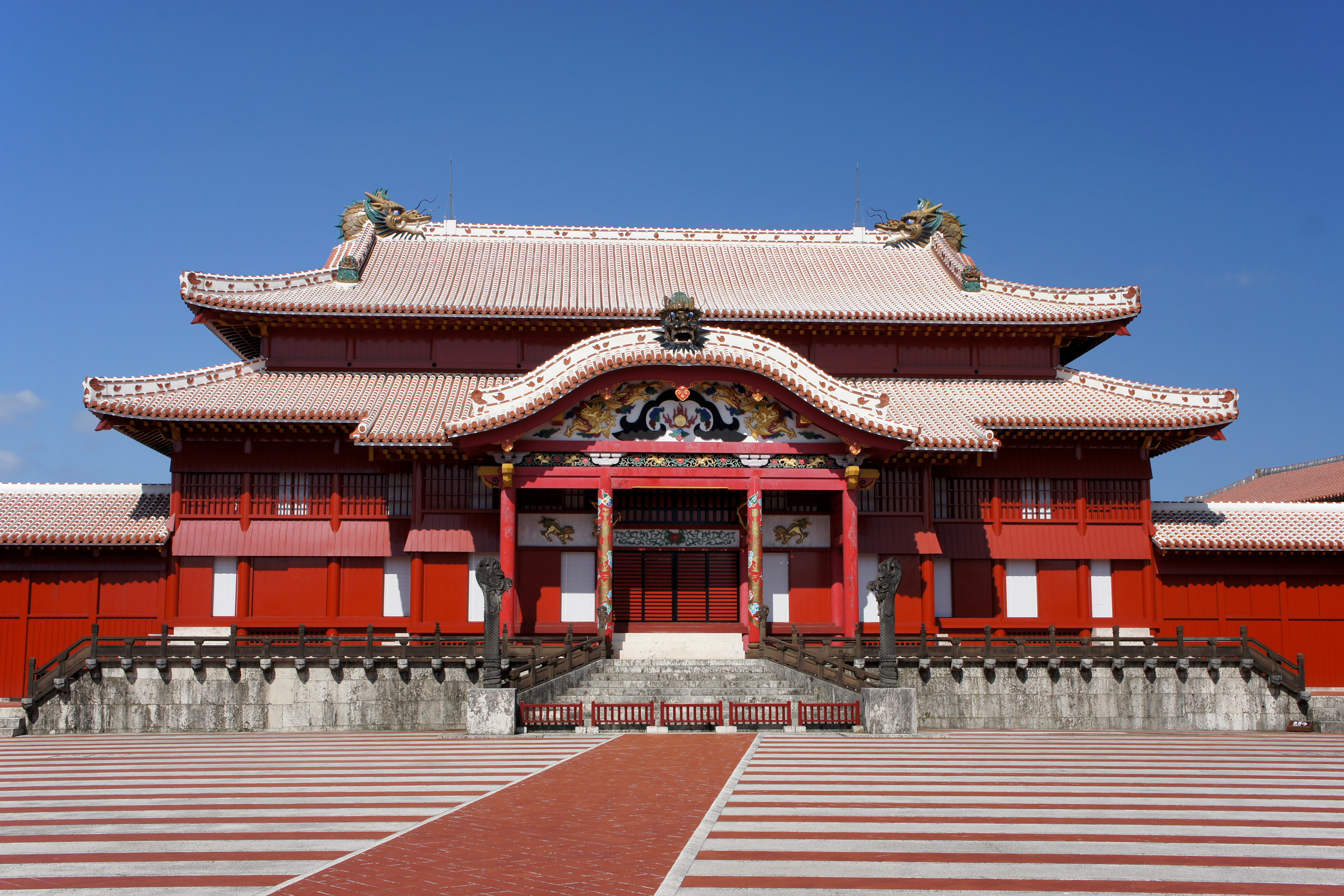
首里城

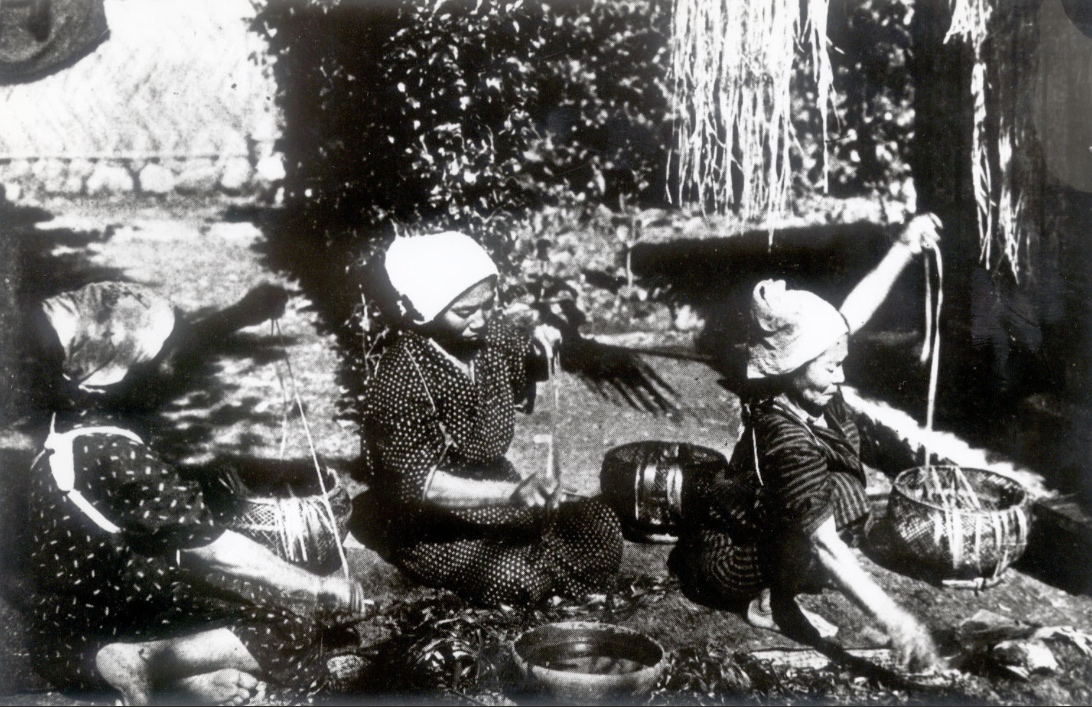
芭蕉布の製造光景（戦前）

芭蕉布（ばしょうふ）は、バショウ科の多年草イトバショウ（Musa liukiuensis）から採取した繊維を使って織られた布（織物）。別名蕉紗、蕉布。
薄くて軽く、張りのある感触から、汗をかきやすい高温多湿な南西諸島や日本本土の夏においても、肌にまとわりつきにくく、涼感を得られる。このため着物、蚊帳、座布団など多岐にわたって利用される。
日本では沖縄と奄美群島の伝統織物である。フィリピンのミンダナオ島にアバカ（イトバショウ）を素材とする伝統織物ティナラクがある。
肌衣によく用いられる絹織物の芭蕉織とは異なる。

## 分布

### 日本
芭蕉布は日本の沖縄各地で生産されていたが、第二次世界大戦後は主に大宜味村喜如嘉で作られている。1974年に沖縄県大宜味村喜如嘉の芭蕉布が国の重要無形文化財に指定されている。この他、鹿児島県与論島に芭蕉布製造技術が伝承されている。

## 歴史・製法
日本周辺の芭蕉布にはおよそ500年の歴史があるとされ、琉球王国では王宮が管理する大規模な芭蕉園で芭蕉が生産されていた。明や、江戸時代に琉球を支配した薩摩藩への貢納品にも含まれていた。
庶民階級では「アタイ」と呼ばれる家庭菜園に植えた芭蕉で、各家庭ごとに糸を生産していた。現在の沖縄島では大宜味村喜如嘉が「芭蕉布の里」として知られる。
一反の芭蕉布を織るために必要な芭蕉は200本といわれ、葉鞘を裂いて外皮を捨て、繊維の質ごとに原皮を分ける。より内側の柔らかな繊維を用いるものほど高級である。
これを木灰を入れた大鍋で煮て、竹ばさみでしごき、繊維質をより分ける精練作業を行う。一反織り上げるのに2ヵ月を要する。芭蕉の糸は白くはならず、薄茶色である。
無地織か、ティーチ（シャリンバイ）で染めた濃茶色の糸で織った絣が県外では一般的な芭蕉布と認識されているが、沖縄では琉球藍（Strobilanthes cusia）で染めた「クルチョー」と呼ばれる藍色の絣も人気が高い。
太平洋戦争末期以降、沖縄を占領したアメリカ軍によって「蚊の繁殖を防止する為」として多くのイトバショウが切り倒され、絶滅の危機に瀕している。
近年では、紅型の特徴的な美しい黄金色を染めるフクギやアカネ、ベニバナで染色した糸を用いることもある。
沖縄科学技術大学院大学で、身につけると暑苦しさをしのげる理由の科学的な分析・研究が行われている。

## 文化
俳諧では「芭蕉布」は夏の季語である。
吉川安一が作詞をし、普久原恒勇が作曲をした同名の歌がある。

## 関連資料
本文の典拠ではないもの。発行年順。
- Przybysz, Jane. "San Jose Museum of Quilts and Textiles." Surface Design Journal. 31(4)2007:52-53. ISSN 0197-4483 エブスコ（TWL利用登録制）仮題「サンノゼ・キルト布製品博物館」
- Picton, John. "Cloth and the Corpse in Ebira." Textile: The Journal of Cloth & Culture. 7(3)2009:296-313. ISSN 1475-9756 エブスコ（TWLの利用登録制）仮題「Ebiraの遺体の着衣」
- "Banana: Edible Textile Fiber." Textile Review. (2012) ISSN 0974-2530 エブスコ（TWLの利用登録制）仮題「バナナ：食べられる繊維」
- Hazlett, Donald ; Torres-Herrera, Jennifer. "Socioeconomic Value and Growth of Naturalized Musa balbisiana L. A. Colla Leaves in Honduras." Economic Botany. 66(1)2012:60-70. ISSN 0013-0001 エブスコ（TWLの利用登録制）仮題「ホンジュラスにおける野生化したリュウキュウバショウ A・コッラ の栽培と社会経済的な価値」
- Raskin, Laura. "Filling a Void." Architectural record. 205(7)2017:65. ISSN 0003-858X エブスコ（TWLの利用登録制）仮題「空白を埋める」

- Dhinakarraj, C. K. ; Sivasankar, J. ; Senthilkumar, N. "Investigations of Micro-Milling Parameters in Woven Banana Fibre Reinforced Polymer Composite Filled with R